# Tanysphyrus
Tanysphyrus' — род жуков из семейства брахицерид (Brachyceridae).

## Описание
Жуки маленьких размеров, в длиной достигающих всего от 1,2 до 2,7 мм. Тело покрыто чешуйками (чаще стекловидные), коренастое или удлинённо овальное, с высткпающими плечами. Щиток маленький, но явственный. Бёдра не имеют зубцов, передние и средние голени с прямым или вытянутымнаруже внешним краем, задние почти прямые. Ункус и мукро есть. Лапки широкие, уплощённые, с глубоко вырезанным третьим сегментом. Коготок заполняет вырезку третьего сегмента. Коготки простые, свободные.

## Экология
Личинки — минёры.
Взрослые жуки кормятся на листьях растений из семейств ароидных (Araceae) и рясковых (Lemnoideae). Жуки обычны на водных растениях в прудах, старицах, озёрах и болотах. Свободно передвигаются по воде.

## Виды
Некоторые виды рода:
- Tanysphyrus ater Blatchley, 1928
- Tanysphyrus brevipennis (Voss, 1953)
- Tanysphyrus callae Voss, 1943
- Tanysphyrus khancaensis A. Egorov, 1996
- Tanysphyrus lemnae (Paykull, 1792)
- Tanysphyrus major Roelofs, 1874
- Tanysphyrus ussuriensis A. Egorov, 1996